# Мињо
Мињо (шп. Miño, порт. Minho) је река у Шпанији и Португалији. Дуга је 310 km. Улива се у Атлантски океан.